# Municipio de Black River (condado de Cumberland)
El municipio de Black River (en inglés: Black River Township) es un municipio ubicado en el  condado de Cumberland en el estado estadounidense de Carolina del Norte. En el año 2000 tenía una población de 2.343 habitantes.

## Geografía
El municipio de Black River se encuentra ubicado en las coordenadas 35°11′22.59″N 78°40′51.78″O / 35.1896083, -78.6810500.